# Constantin Angelescu
Constantin Angelescu (Craiova, 10 giugno 1870 – Bucarest, 14 settembre 1948) è stato un politico rumeno, primo ministro ad interim della Romania per cinque giorni: dal 30 dicembre 1933 al 3 gennaio 1934.